# Мамедъяров, Эльмар Магеррам оглы
Эльмар Магеррам оглы Мамедъяров (азерб. Elmar Məhərrəm oğlu Məmmədyarov; род. 2 июля 1960) — азербайджанский дипломат и государственный деятель. Министр иностранных дел Азербайджана (2 апреля 2004 — 16 июля 2020).

## Биография
Эльмар Мамедъяров родился в 1960 году в Баку в семье химиков. Его отец, Магеррам Мамедъяров, родом из с. Яйджи Нахичеванской АССР; участник Великой Отечественной войны, доктор химических наук, действительный член НАНА, работал директором Института микробиологии АН Азербайджана. Отец с юности был знаком с Гейдаром Алиевым, впоследствии руководителем независимого Азербайджана. Мать — Изида Ибрагимбекова, приходится двоюродной сестрой писателям и кинодраматургам Максуду и Рустаму Ибрагимбековым. Помимо Эльмара Мамедъярова в семье родился ещё один сын — Аяз Мамедъяров, доктор медицинских наук, заведующий отделением в Институте педиатрии Российской академии медицинских наук.
В 1982 году Эльмар Мамедъяров окончил факультет международных отношений и международного права Киевского государственного университета. В период с 1982 по 1988 год работал вторым и первым секретарём в Министерстве иностранных дел Азербайджанской ССР. В 1991 году он защитил кандидатскую диссертацию по истории в Дипломатической академии Министерства иностранных дел СССР. В 1989—1990 учился по обмену в Центре планирования внешней политики при Брауновском университете.
В 1991—1992 годах занимал должность заведующего отделом госпротокола Министерства иностранных дел Азербайджана. В период с 1992 по 1995 годы являлся первым секретарём в постоянном представительстве Азербайджана в ООН. В 1995—1998 заведовал Управлением международных организаций при Министерстве иностранных дел Азербайджана. В 1998—2003 годах работал советником в посольстве Азербайджана в США. В 2003—2004 являлся послом Азербайджана в Италии. 2 апреля 2004 года был назначен министром иностранных дел Азербайджана, сменив на этом посту Вилаята Гулиева.
Согласно распоряжению Президента Азербайджанской Республики Ильхама Алиева от 15 сентября 2005 года Эльмар Мамедъяров является Председателем Национальной комиссии Азербайджанской Республики по делам ЮНЕСКО.
16 июля 2020 года распоряжением президента Азербайджана Ильхама Алиева, освобождён от занимаемой должности министра иностранных дел Азербайджана.
Помимо азербайджанского владеет также английским, русским и турецким языками. Женат, имеет двоих детей.

## Награды
- Орден «За службу Отечеству» I степени (9 июля 2019 года) — за плодотворную деятельность в органах дипломатической службы Азербайджанской Республики[6].
- Орден «За заслуги» I степени (Украина, 19 августа 2006 года) — за весомый личный вклад в развитие международного сотрудничества, укрепление авторитета и положительного имиджа Украины в мире, популяризацию её исторических и современных достижений[7].
- Командор ордена Заслуг перед Республикой Польша (Польша, 2009 год)[8].
- Командорский крест ордена Заслуг (Венгрия, 2018 год)[9].
- Орден Великого командора (Колумбия, 2012 год)[10].
- Медаль «20 лет независимости Республики Казахстан» (Казахстан, 2011 год)[11].
- Медаль «25 лет независимости Республики Казахстан» (Казахстан, 2017 год)[12].
- Диплом и серебряная Георгиевская медаль «Честь. Слава. Труд» (Украина, Международная Академия рейтинга «Золотая Фортуна», 2004 год) — за заслуги в развитии украинско-азербайджанских отношений[13].
- Памятный знак Киевского национального университета имени Т. Шевченко (Украина, 2004 год)[13].
- Памятная медаль «Карел Крамарж» (Чехия, 2009 год)[14].